# Specie di Banksia
Il genere Banksia comprende le specie elencate di seguito in ordine alfabetico (aggiornamento al gennaio 2015).
Il seguente elenco, basato sull'opera di classificazione di Alexander Segger George (1999), non include le specie trasferite al genere Banksia dal genere Dryandra da Austin Mast e Kevin Thiele nel 2007, in quanto tale variazione è ancora oggetto di controversie.

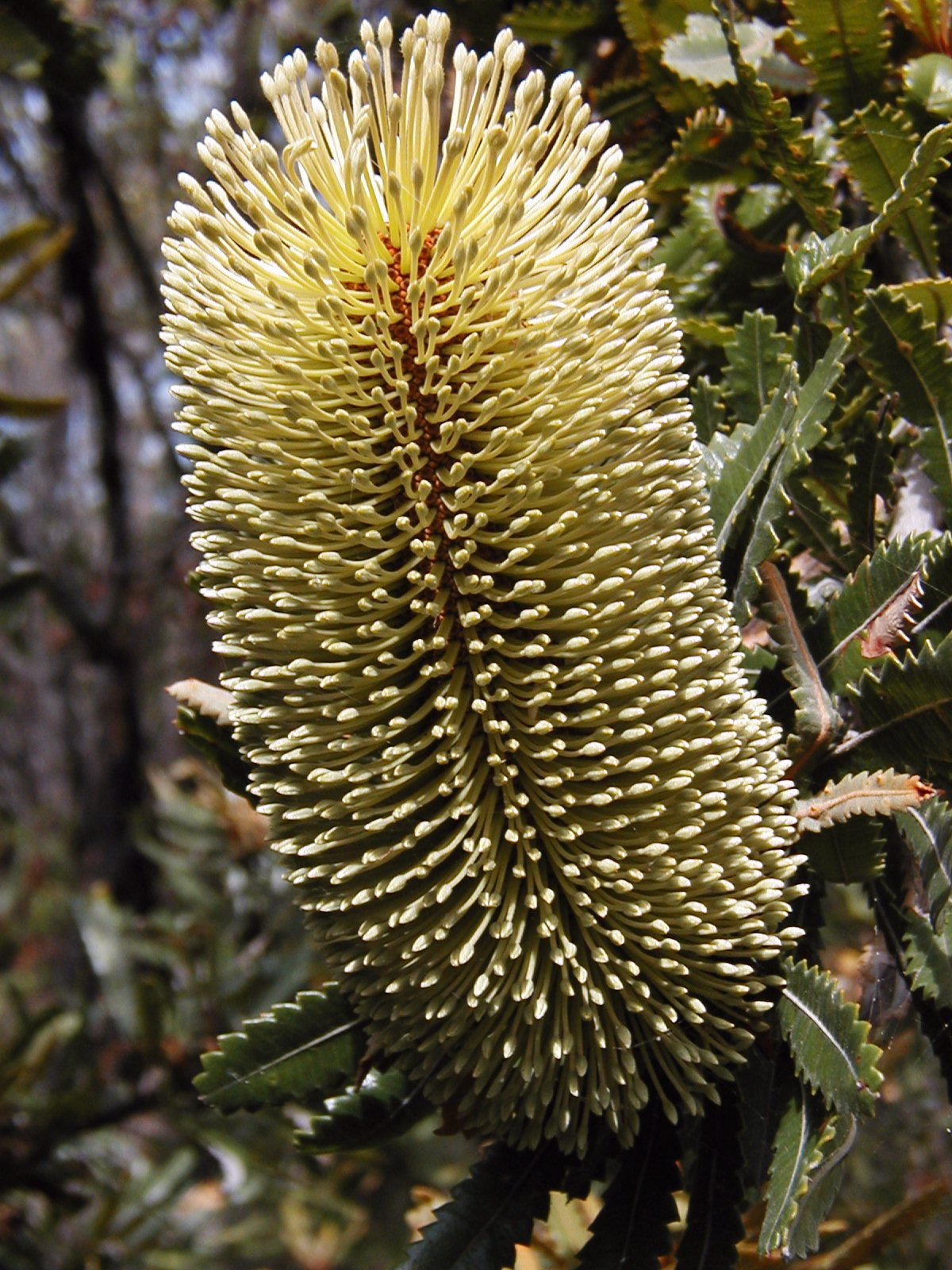
Banksia aemula

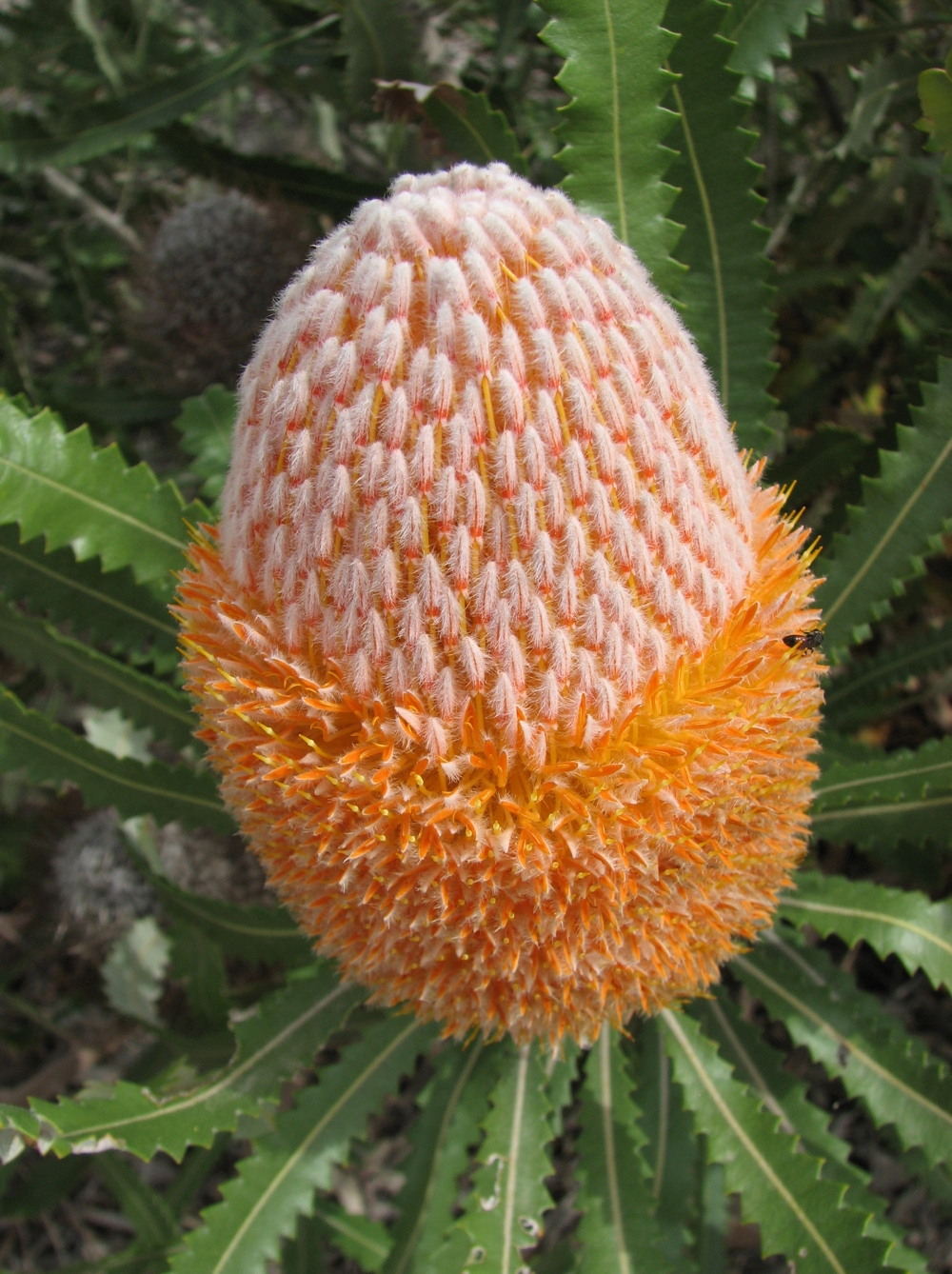
Banksia burdettii

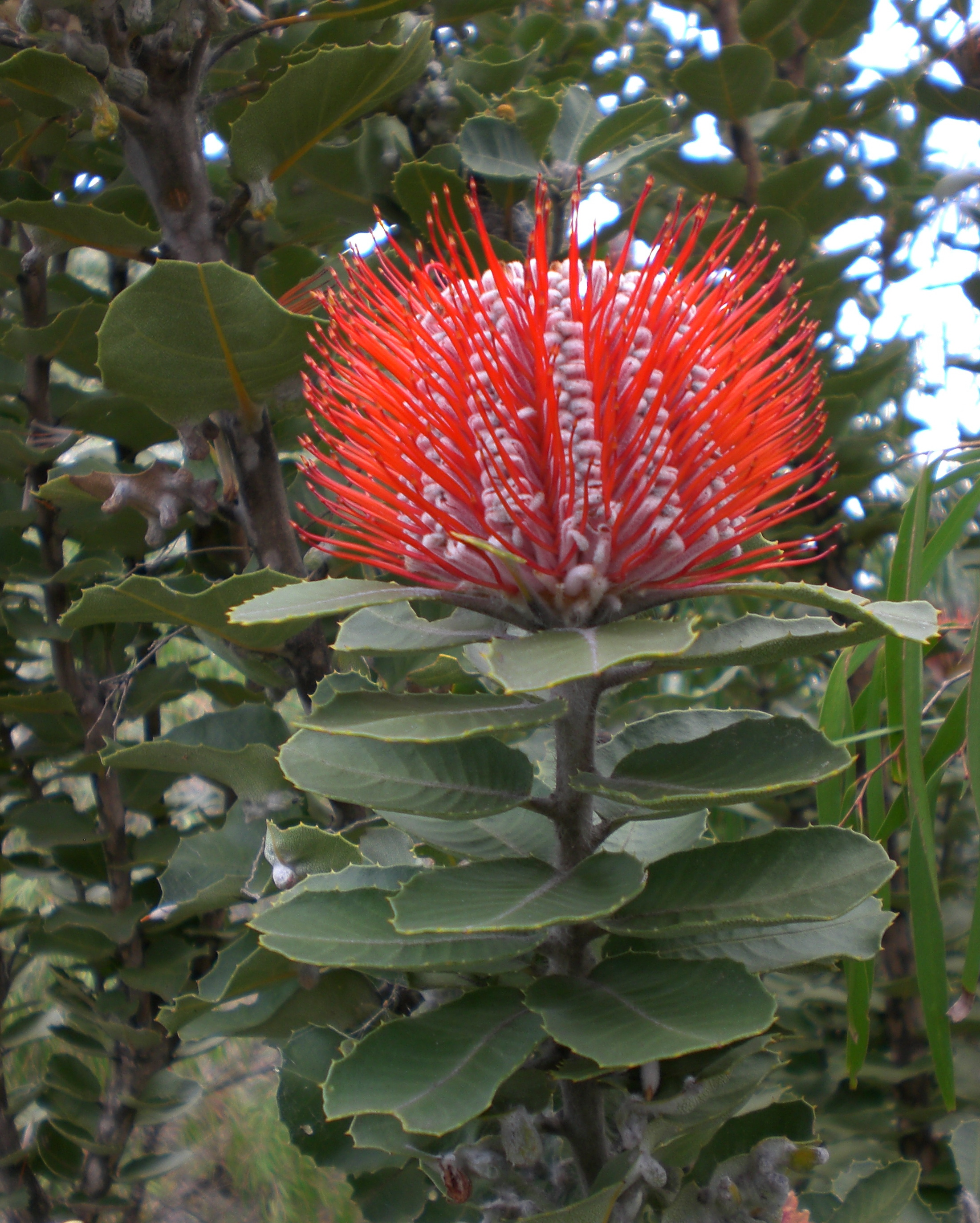
Banksia coccinea

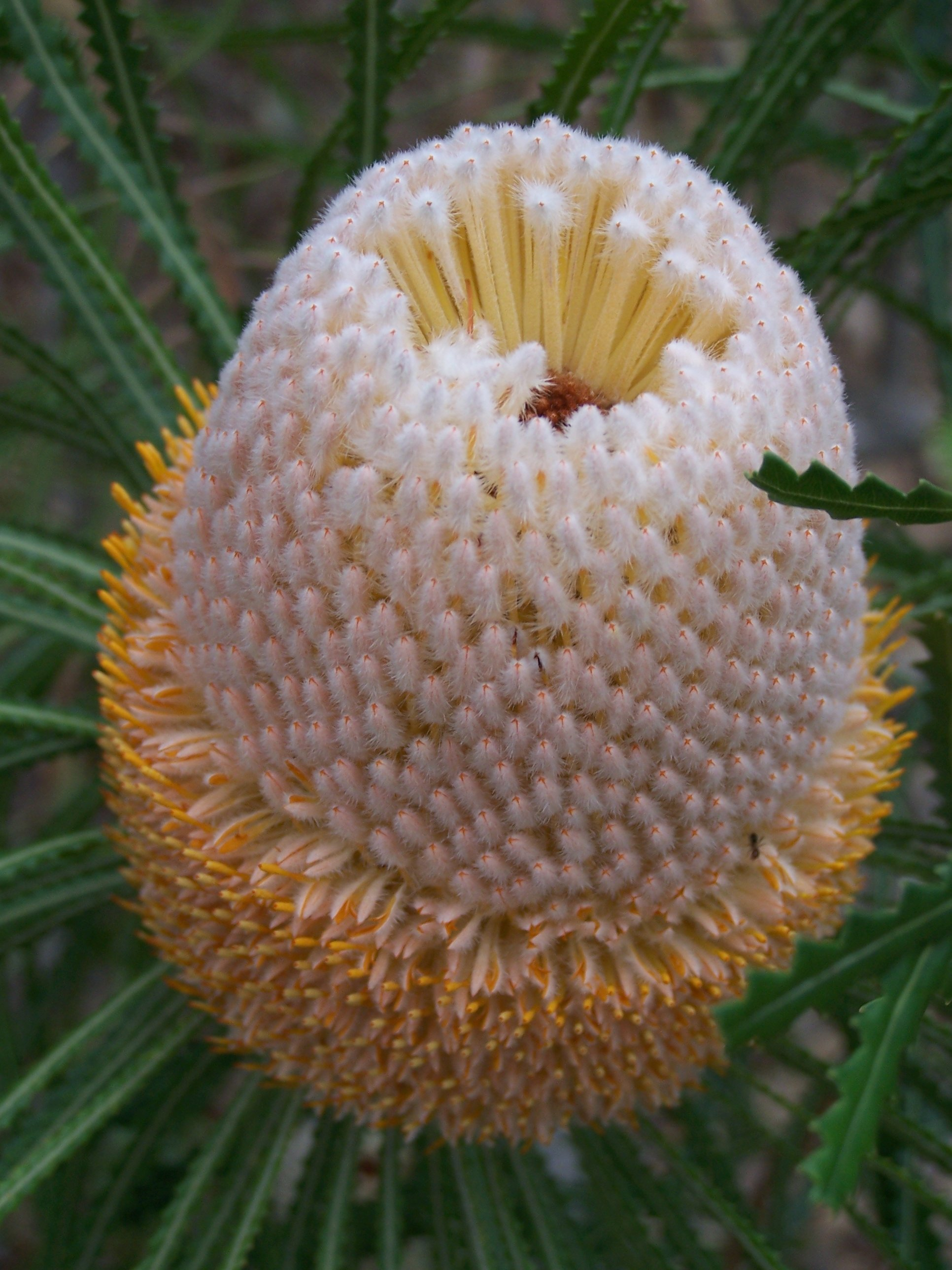
Banksia hookeriana

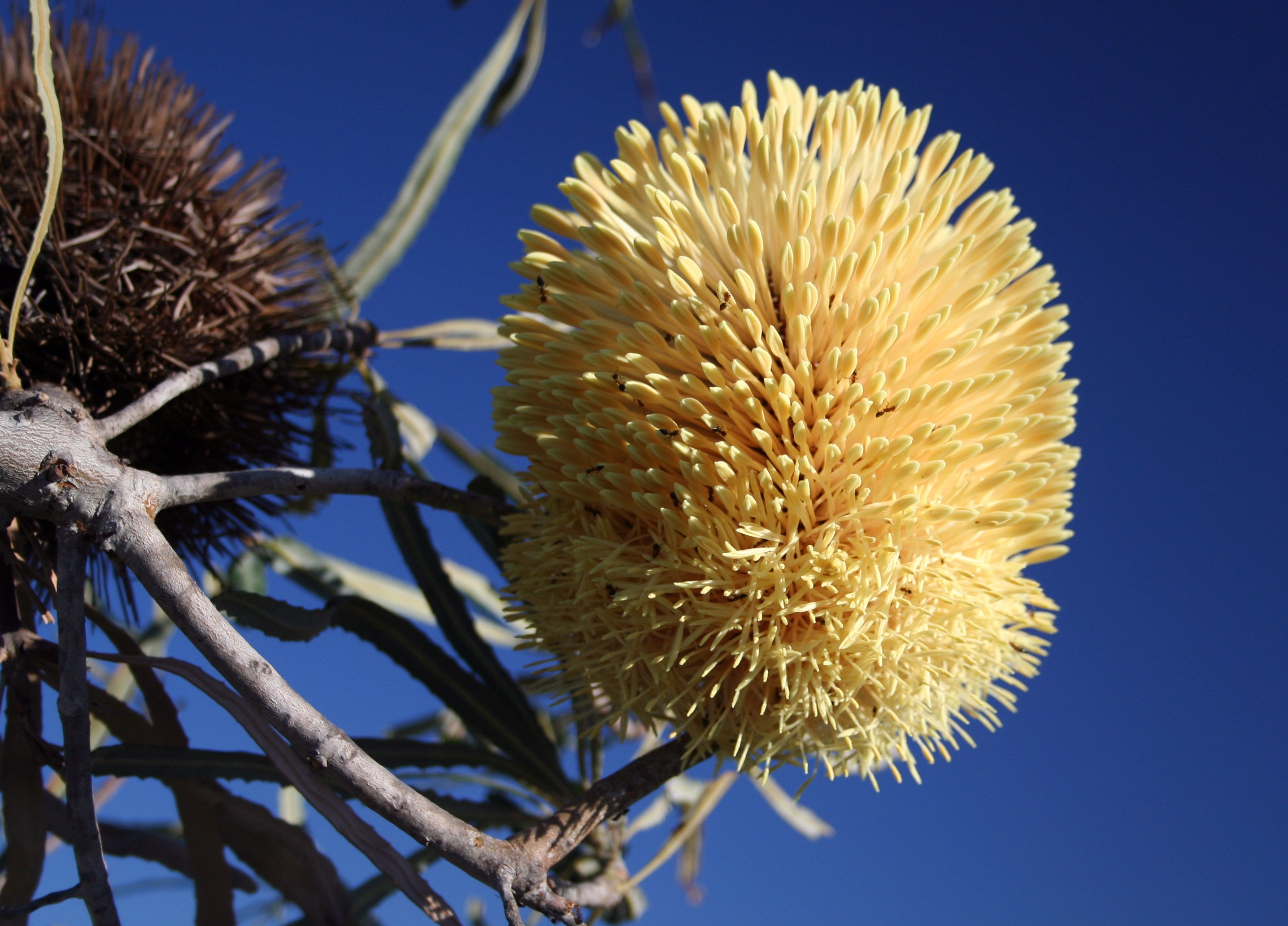
Banksia lindleyana

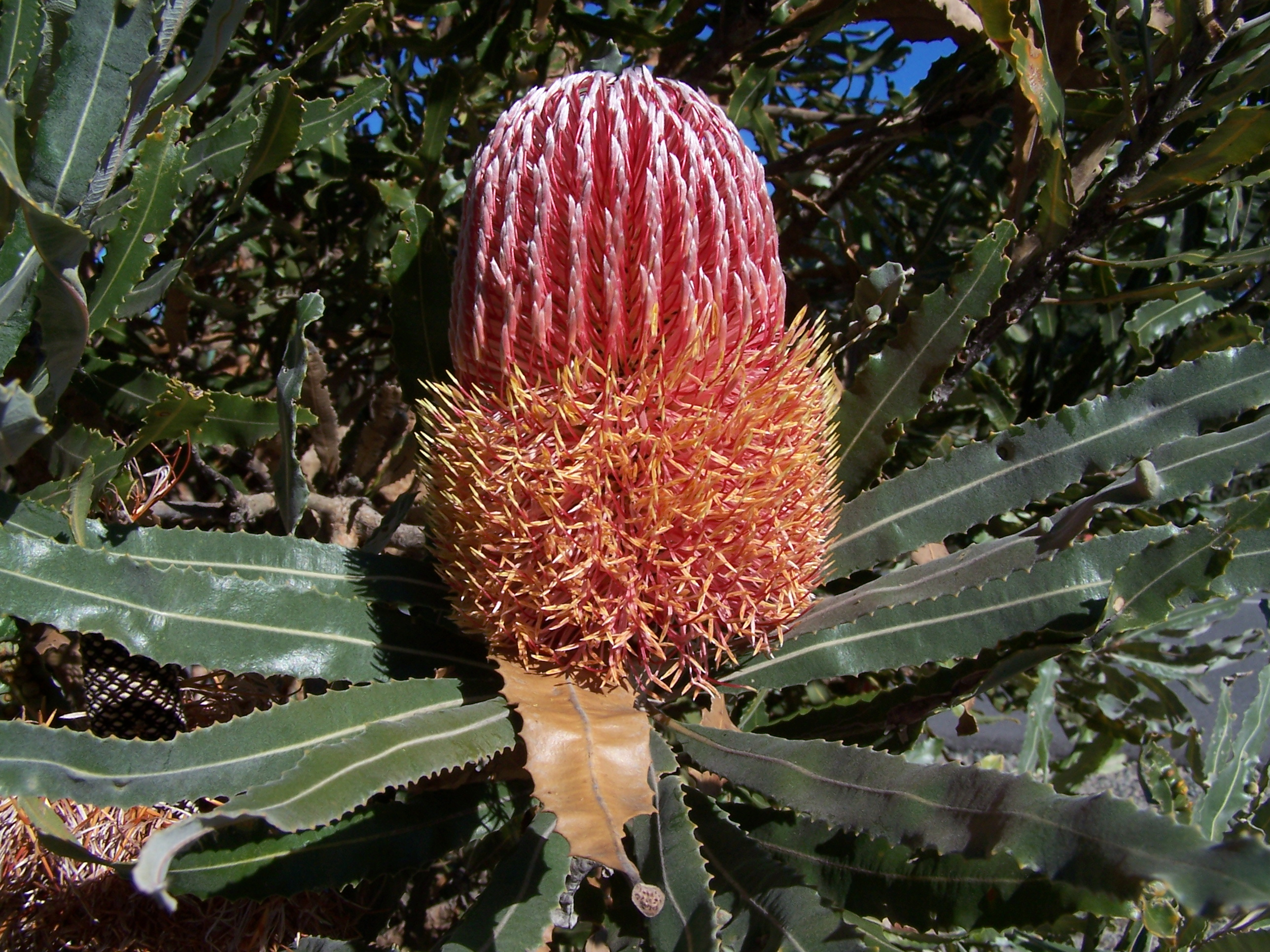
Banksia menziesii

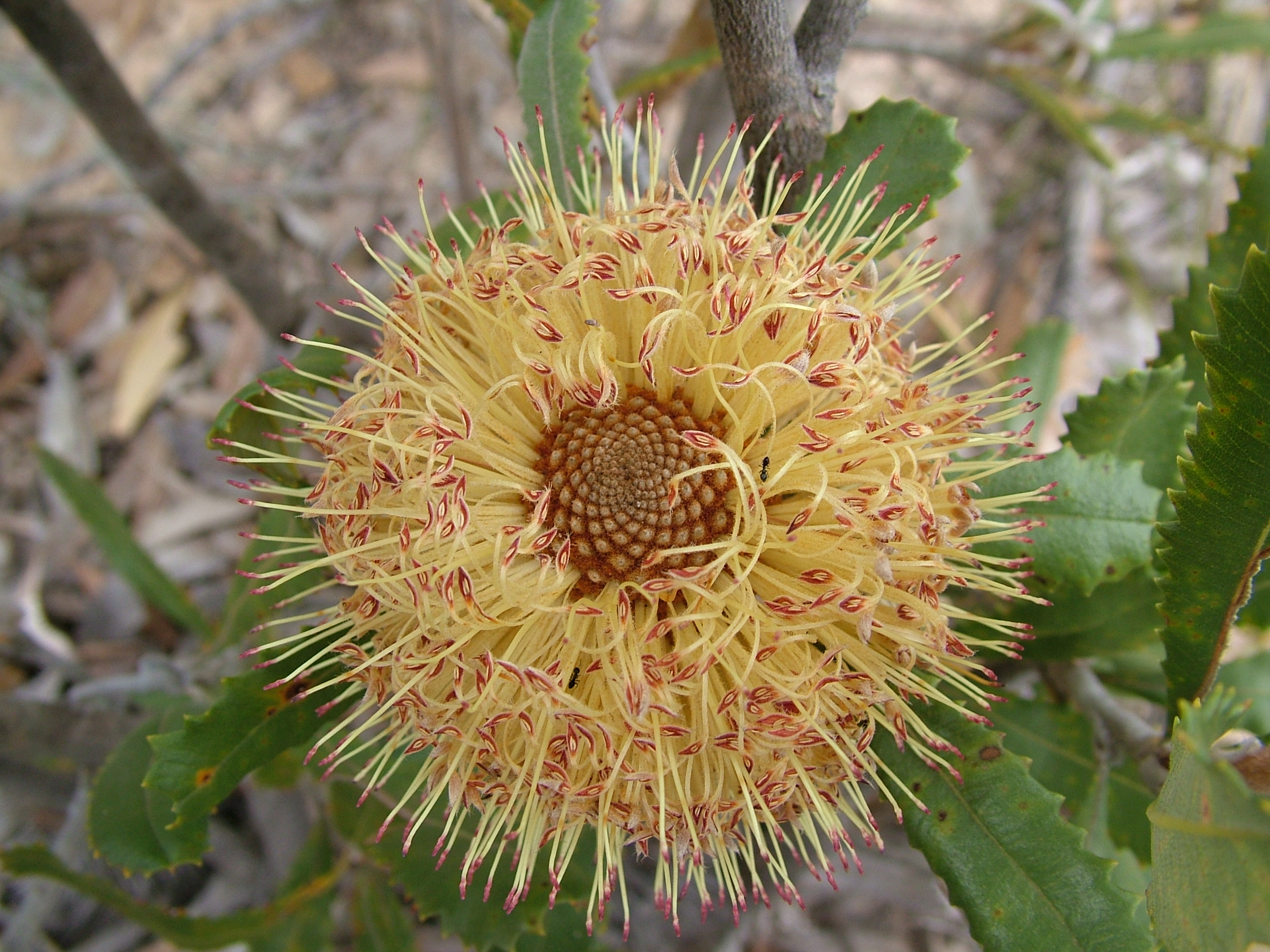
Banksia ornata

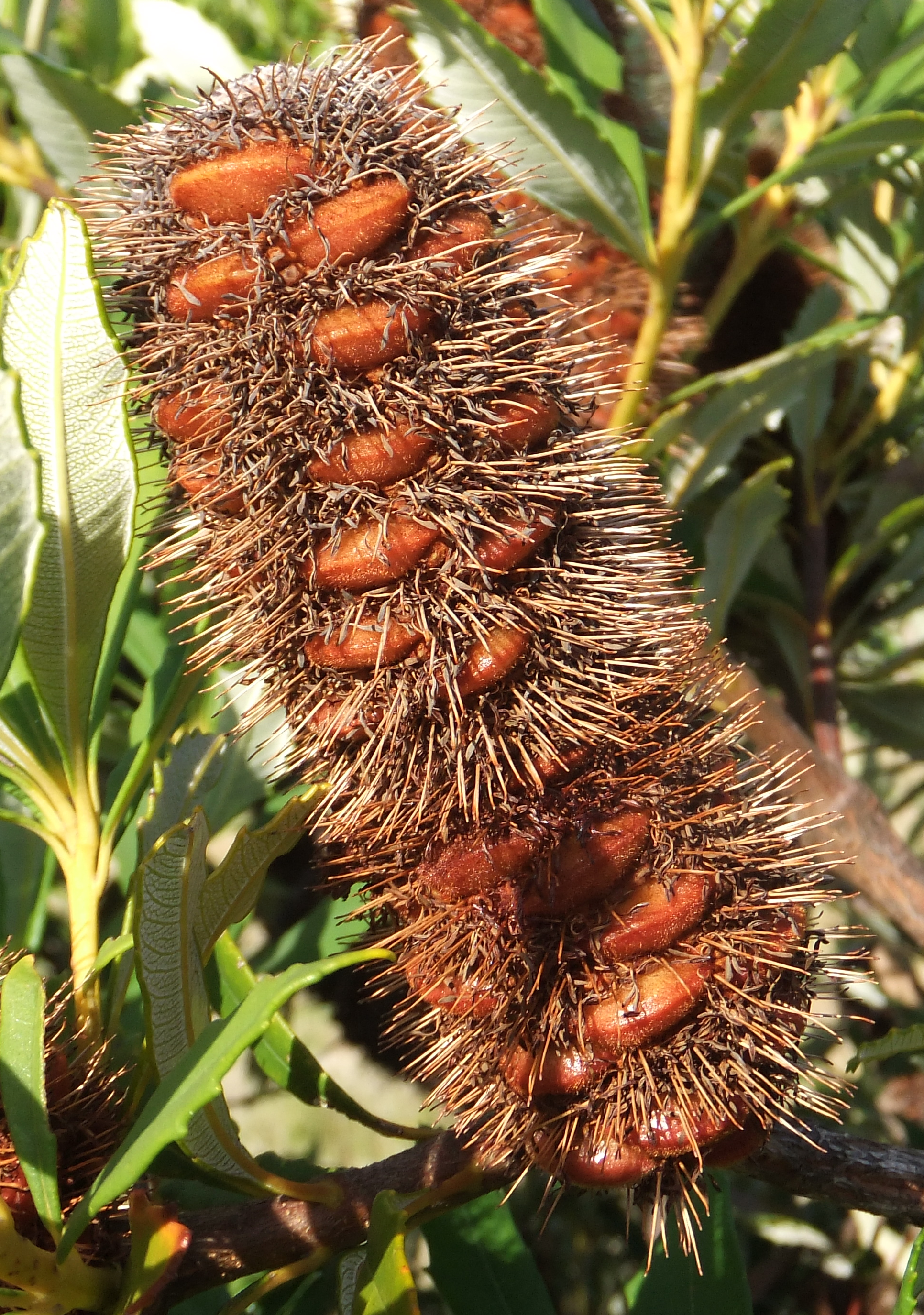
Banksia paludosa

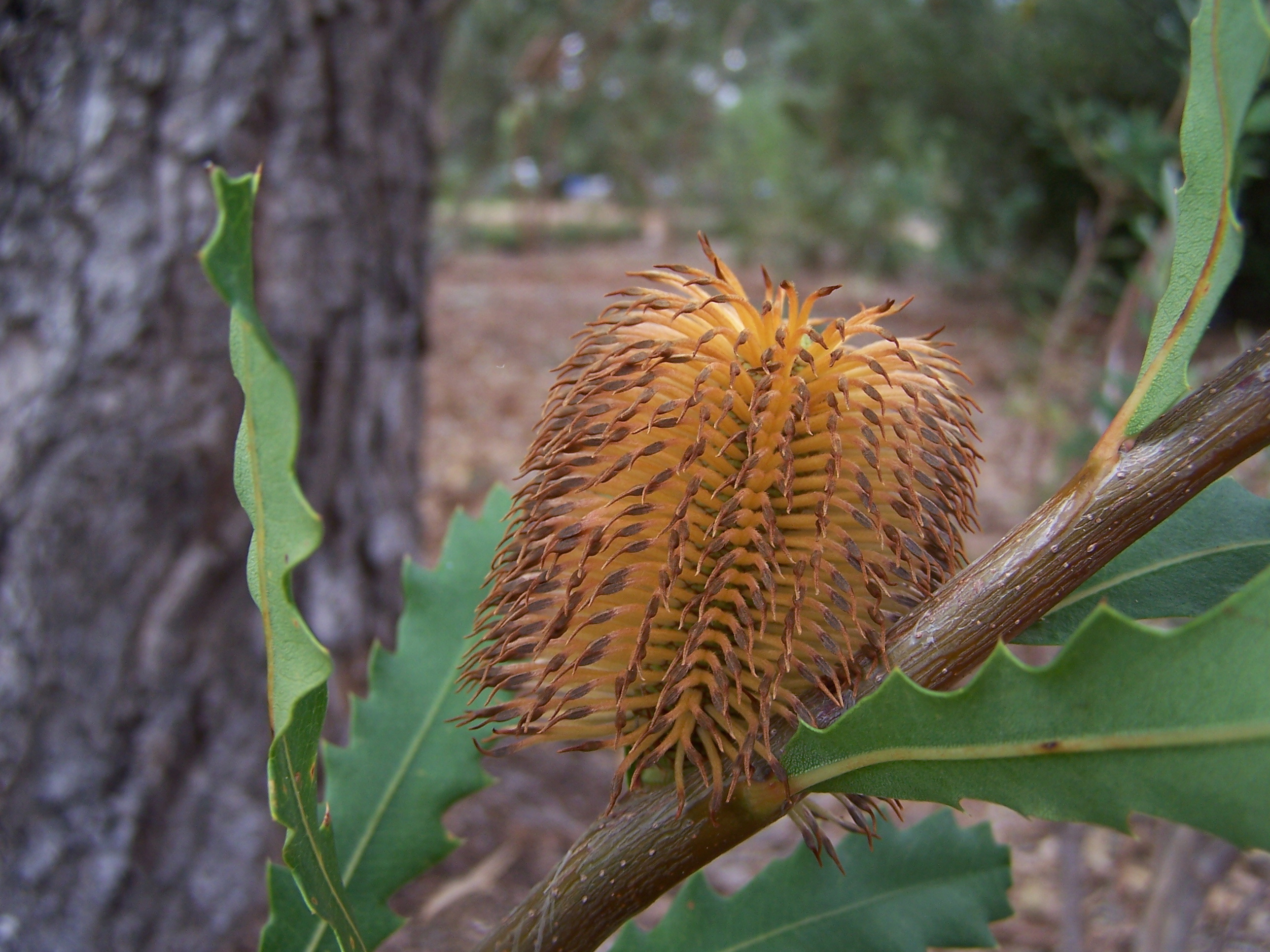
Banksia quercifolia

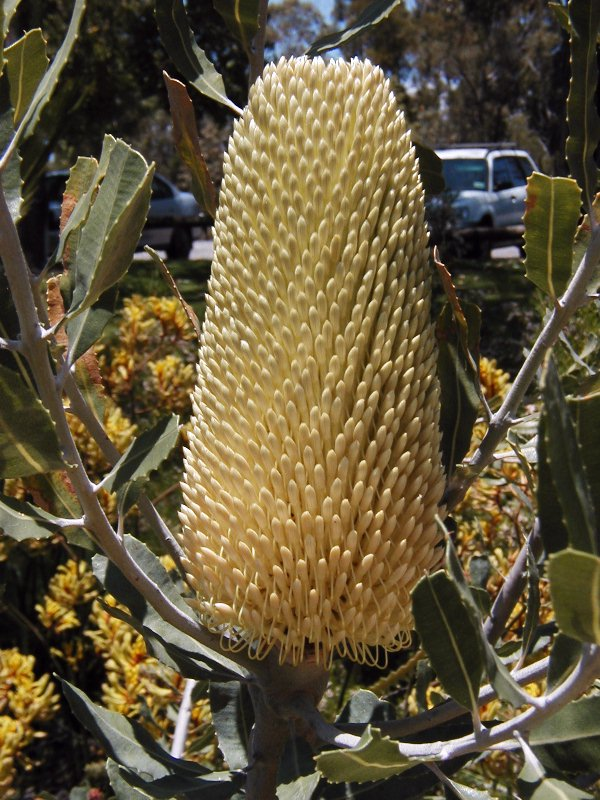
Banksia sceptrum

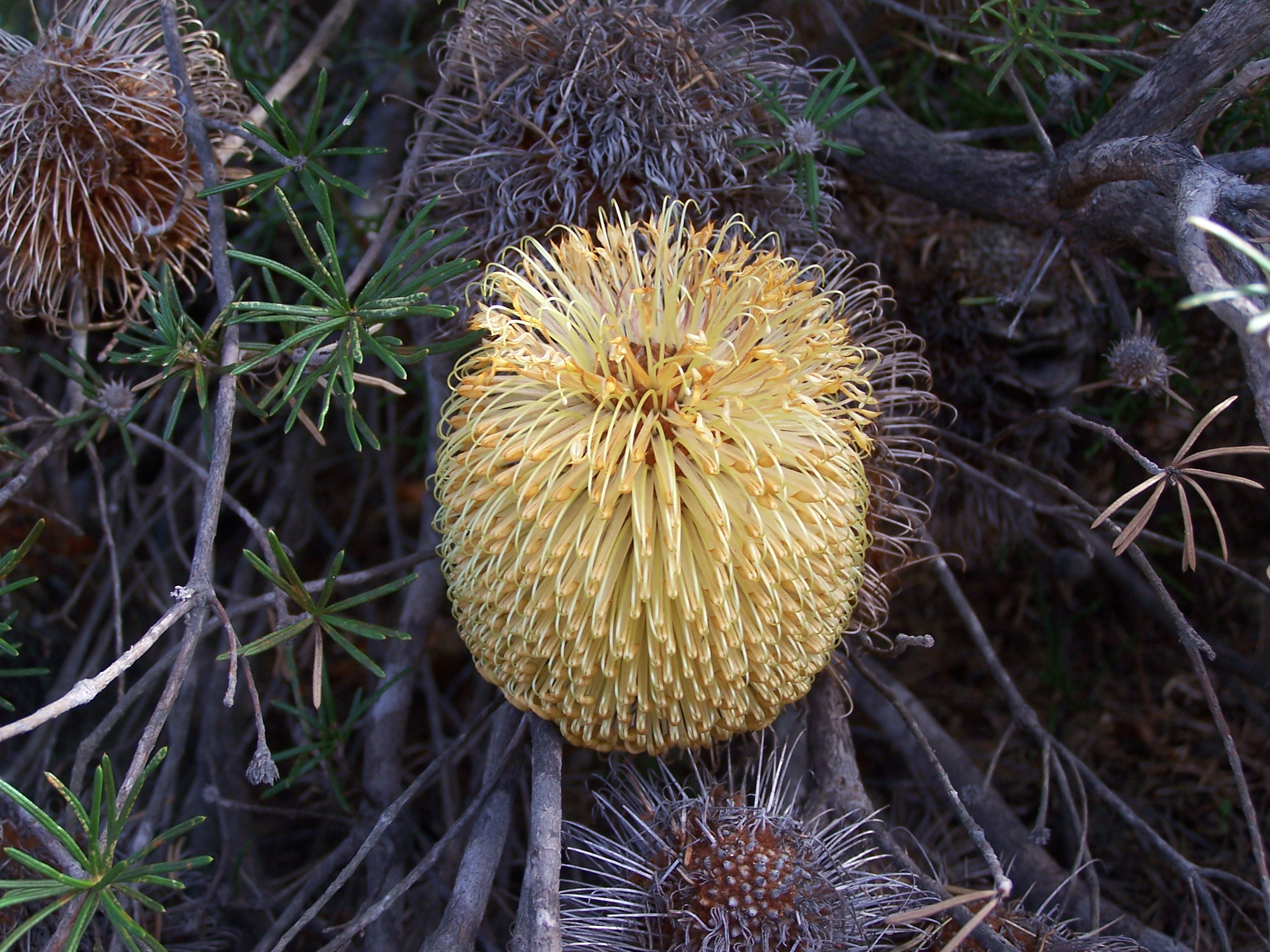
Banksia telmatiaea

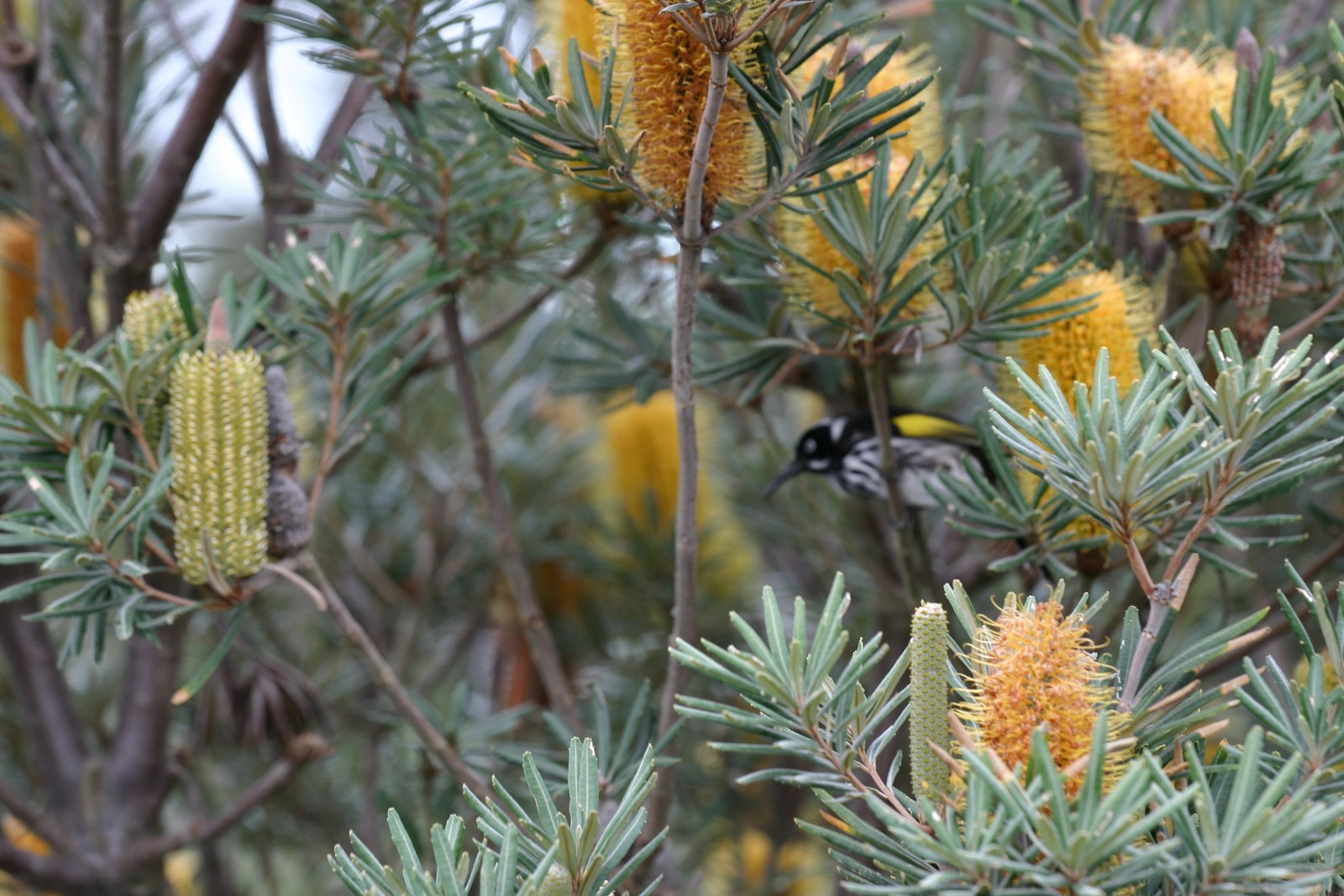
Banksia verticillata

## A
- Banksia aculeata A.S.George, 1981
- Banksia aemula R.Br., 1810
- Banksia aquilonia (A.S.George) A.S.George, 1996
- † Banksia archaeocarpa McNamara & Scott, 1983 (specie fossile)[4]
- Banksia ashbyi Baker f., 1934
- Banksia attenuata R.Br., 1810
- Banksia audax C.A.Gardner, 1927

## B
- Banksia baueri R.Br., 1830
- Banksia baxteri R.Br., 1830
- Banksia benthamiana C.A.Gardner, 1964
- Banksia blechnifolia F.Muell., 1864
- Banksia brevidentata (A.S.George) K.R.Thiele, 1996
- Banksia brownii Baxter ex R.Br., 1830
- Banksia burdettii Baker f., 1934

## C
- Banksia caleyi R.Br., 1830
- Banksia candolleana Meisn., 1855
- Banksia canei J.H.Willis, 1956
- Banksia chamaephyton A.S.George, 1981
- Banksia coccinea R.Br., 1810
- Banksia conferta A.S.George, 1981
- Banksia croajingolensis Molyneux & Forrester, 2007
- Banksia cuneata A.S.George, 1981

## D
- Banksia dentata L.f., 1782
- Banksia dolichostyla (A.S.George) K.R.Thiele, 1996
- Banksia dryandroides W.H.Baxter ex Sweet, 1827

## E
- Banksia elderiana F.Muell. & Tate, 1893
- Banksia elegans Meisn., 1855
- Banksia epica A.S.George, 1987
- Banksia ericifolia L.f., 1782

## G
- Banksia gardneri A.S.George, 1981
- Banksia goodii R.Br., 1830
- Banksia grandis Willd., 1798
- Banksia grossa A.S.George, 1981

## H
- Banksia hiemalis (A.S.George) K.R.Thiele, 1996
- Banksia hookeriana Meisn., 1855

## I
- Banksia ilicifolia R.Br., 1810
- Banksia incana A.S.George, 1981
- Banksia integrifolia L.f., 1782

## K
- † Banksia kingii G.J.Jordan & R.S.Hill, 1991 (specie fossile)[5]

## L
- Banksia laevigata Meisn., 1852
- Banksia lanata A.S.George, 1981
- Banksia laricina C.A.Gardner, 1964
- Banksia lehmanniana Meisn., 1852
- Banksia leptophylla A.S.George, 1981
- Banksia lindleyana Meisn., 1855
- Banksia littoralis R.Br., 1810
- † Banksia longicarpa Greenwood, Haines & Steart, 2001 (specie fossile)[6]
- Banksia lullfitzii C.A.Gardner, 1966

## M
- Banksia marginata Cav., 1799
- Banksia media R.Br., 1830
- Banksia meisneri Lehm., 1845
- Banksia menziesii R.Br., 1830
- Banksia micrantha A.S.George, 1981

## N
- † Banksia novae-zelandiae R.J.Carp., G.J.Jord., D.E.Lee, R.S.Hill, 2010 (specie fossile)[7]
- Banksia nutans R.Br., 1810

## O
- Banksia oblongifolia Cav., 1800
- Banksia occidentalis R.Br., 1810
- Banksia oligantha A.S.George, 1988
- Banksia oreophila A.S.George, 1981
- Banksia ornata F.Muell. ex Meisn., 1854

## P
- Banksia paludosa R.Br., 1810
- Banksia penicillata (A.S.George) K.R.Thiele, 1996
- Banksia petiolaris F.Muell., 1864
- Banksia pilostylis C.A.Gardner, 1964
- Banksia plagiocarpa A.S.George, 1981
- Banksia praemorsa Andrews, 1803
- Banksia prionotes Lindl., 1839
- Banksia pulchella R.Br., 1810

## Q
- Banksia quercifolia R.Br., 1810

## R
- Banksia recurvistylis K.R.Thiele, 2009
- Banksia repens Labill., 1800
- Banksia robur Cav., 1800
- Banksia rosserae Olde & Marriott, 2002

## S
- Banksia saxicola A.S.George, 1981
- Banksia scabrella A.S.George, 1981
- Banksia sceptrum Meisn., 1855
- Banksia seminuda (A.S.George) Rye, 1984
- Banksia serrata L.f., 1782
- Banksia solandrii R.Br., 1830
- Banksia speciosa R.Br., 1810
- Banksia sphaerocarpa R.Br., 1810
- Banksia spinulosa Sm., 1793
- † Banksia strahanensis G.J.Jord. & R.S.Hill, 1991 (specie fossile)[5]

## T
- Banksia telmatiaea A.S.George, 1981
- Banksia tricuspis Meisn., 1855

## V
- Banksia verticillata R. Br., 1810
- Banksia victoriae Meisn., 1855
- Banksia violacea C.A.Gardner, 1927